# باست (مینه‌سوتا)
باست (به انگلیسی: Bassett) یک منطقهٔ مسکونی در ایالات متحده آمریکا است که در شهرستان سنت لوئیس، مینه‌سوتا واقع شده‌است. باست ۱۰ نفر جمعیت دارد و ۵۲۳٫۹۶ متر بالاتر از سطح دریا واقع شده‌است.